# Ecuadoraans voetbalelftal in 2011
Het Ecuadoraans voetbalelftal speelde in totaal zeventien interlands in het jaar 2011, waaronder drie duels bij de strijd om de Copa América. De selectie stond onder leiding van de Colombiaanse bondscoach Reinaldo Rueda.

## Balans
| Wedstrijden | Wedstrijden | Wedstrijden | Wedstrijden | Doelpunten | Doelpunten | Doelpunten | Punten |
| Gespeeld    | Winst       | Gelijk      | Verlies     | Voor       | Tegen      | Saldo      | Punten |
| ----------- | ----------- | ----------- | ----------- | ---------- | ---------- | ---------- | ------ |
| 17          | 6           | 7           | 4           | 26         | 18         | +8         | 1.117  |

## Interlands
|                                                      |                                                                                      |       |                                                                                      |                                                                                   |
| 9 februari Copa de La Ceiba № 427 «onderlinge duels» | Honduras                                                                             | 1 – 1 | Ecuador                                                                              | Estadio Ceibeño, La Ceiba Toeschouwers: 15.000 Scheidsrechter: Walter López (GUA) |
| 9 februari Copa de La Ceiba № 427 «onderlinge duels» | Jerry Bengtson 8'                                                                    |       | 12' Pablo Palacios                                                                   | Estadio Ceibeño, La Ceiba Toeschouwers: 15.000 Scheidsrechter: Walter López (GUA) |
| 9 februari Copa de La Ceiba № 427 «onderlinge duels» | Strafschoppen                                                                        |       |                                                                                      | Estadio Ceibeño, La Ceiba Toeschouwers: 15.000 Scheidsrechter: Walter López (GUA) |
| 9 februari Copa de La Ceiba № 427 «onderlinge duels» | Ramón Núñez Maynor Figueroa Johnny Leverón Jorge Claros Jerry Bengtson Hendry Thomas | 4 – 5 | Jorge Guagua Christian Noboa Jaime Ayoví Michael Quiñónez Walter Ayoví Oswaldo Minda | Estadio Ceibeño, La Ceiba Toeschouwers: 15.000 Scheidsrechter: Walter López (GUA) |

|                                                               |                                     |       |         |                                                                                           |
| 26 maart Vriendschappelijk № 428 «onderlinge duels» 18:00 uur | Colombia                            | 2 – 0 | Ecuador | Estadio Vicente Calderón, Madrid Toeschouwers: 15.000 Scheidsrechter: Antonio Mateu (ESP) |
| 26 maart Vriendschappelijk № 428 «onderlinge duels» 18:00 uur | Fredy Guarín 24' Radamel Falcao 74' |       |         | Estadio Vicente Calderón, Madrid Toeschouwers: 15.000 Scheidsrechter: Antonio Mateu (ESP) |

|                                                               |      |       |         |                                                                                     |
| 29 maart Vriendschappelijk № 429 «onderlinge duels» 18:00 uur | Peru | 0 – 0 | Ecuador | Kyocera Stadion, Den Haag Toeschouwers: 15.000 Scheidsrechter: Eric Braamhaar (NED) |
| 29 maart Vriendschappelijk № 429 «onderlinge duels» 18:00 uur |      |       |         | Kyocera Stadion, Den Haag Toeschouwers: 15.000 Scheidsrechter: Eric Braamhaar (NED) |

|                                                     |                                      |       |                                                  | |
| 21 april Vriendschappelijk № 430 «onderlinge duels» | Argentinië                           | 2 – 2 | Ecuador                                          | Estadio José María Minella, Mar del Plata Toeschouwers: 4.000 Scheidsrechter: Roberto Silvera (URU) |
| 21 april Vriendschappelijk № 430 «onderlinge duels» | Claudio Yacob 32' Gabriel Hauche 35' |       | 27' Michael Quiñónez 68' (pen.) Segundo Castillo | Estadio José María Minella, Mar del Plata Toeschouwers: 4.000 Scheidsrechter: Roberto Silvera (URU) |

|                                                   |                 |       |                    |                                                                                 |
| 28 mei Vriendschappelijk № 431 «onderlinge duels» | Mexico          | 1 – 1 | Ecuador            | Qwest Field, Seattle Toeschouwers: 50.305 Scheidsrechter: Edwin Jurisevic (USA) |
| 28 mei Vriendschappelijk № 431 «onderlinge duels» | Jorge Torres 7' |       | 37' Michael Arroyo | Qwest Field, Seattle Toeschouwers: 50.305 Scheidsrechter: Edwin Jurisevic (USA) |

|                                                             |                                         |       |                                         |                                                                             |
| 1 juni Vriendschappelijk № 432 «onderlinge duels» 19:00 uur | Canada                                  | 2 – 2 | Ecuador                                 | BMO Field, Toronto Toeschouwers: 14.356 Scheidsrechter: Raymond Bogle (JAM) |
| 1 juni Vriendschappelijk № 432 «onderlinge duels» 19:00 uur | Terry Dunfield 23' Tosaint Ricketts 90' |       | 62' Cristian Benítez 64' Michael Arroyo | BMO Field, Toronto Toeschouwers: 14.356 Scheidsrechter: Raymond Bogle (JAM) |

|                                                   |                    |       |                        |                                                                             |
| 8 juni Vriendschappelijk № 433 «onderlinge duels» | Ecuador            | 1 – 1 | Griekenland            | Citi Field, New York Toeschouwers: 39.656 Scheidsrechter: Mark Geiger (USA) |
| 8 juni Vriendschappelijk № 433 «onderlinge duels» | Frickson Erazo 58' |       | 16' Alexandros Tziolis | Citi Field, New York Toeschouwers: 39.656 Scheidsrechter: Mark Geiger (USA) |

| Copa América |
| ------------ |

|                                                                |          |       |         |                                                                                               |
| 3 juli Copa América Groep B № 434 «onderlinge duels» 18:30 uur | Paraguay | 0 – 0 | Ecuador | Estadio Estanislao López, Santa Fe Toeschouwers: 20.000 Scheidsrechter: Sergio Pezzotta (ARG) |
| 3 juli Copa América Groep B № 434 «onderlinge duels» 18:30 uur |          |       |         | Estadio Estanislao López, Santa Fe Toeschouwers: 20.000 Scheidsrechter: Sergio Pezzotta (ARG) |

|                                                                |                    |       |         |                                                                                                   |
| 9 juli Copa América Groep B № 435 «onderlinge duels» 18:30 uur | Venezuela          | 1 – 0 | Ecuador | Estadio Padre Ernesto Martearena, Salta Toeschouwers: 12.000 Scheidsrechter: Wálter Quesada (CRC) |
| 9 juli Copa América Groep B № 435 «onderlinge duels» 18:30 uur | César González 61' |       |         | Estadio Padre Ernesto Martearena, Salta Toeschouwers: 12.000 Scheidsrechter: Wálter Quesada (CRC) |

|                                                                 |                                         |       |                                       |                                                                                                  |
| 13 juli Copa América Groep B № 436 «onderlinge duels» 21:45 uur | Brazilië                                | 4 – 2 | Ecuador                               | Estadio Mario Alberto Kempes, Córdoba Toeschouwers: 39.000 Scheidsrechter: Roberto Silvera (URU) |
| 13 juli Copa América Groep B № 436 «onderlinge duels» 21:45 uur | Pato 29' Neymar 50' Pato 61' Neymar 72' |       | 37' Felipe Caicedo 59' Felipe Caicedo | Estadio Mario Alberto Kempes, Córdoba Toeschouwers: 39.000 Scheidsrechter: Roberto Silvera (URU) |

|  |  |  |  |  |  |  |  |  |

|                                                        |            |                                        |         |                                                                                              |
| 10 augustus Vriendschappelijk № 437 «onderlinge duels» | Costa Rica | 0 – 2                                  | Ecuador | Estadio Ricardo Saprissa, San José Toeschouwers: onbekend Scheidsrechter: Joel Aguilar (ESA) |
| 10 augustus Vriendschappelijk № 437 «onderlinge duels» |            | 53' Christian Suárez 66' Edison Méndez |         | Estadio Ricardo Saprissa, San José Toeschouwers: onbekend Scheidsrechter: Joel Aguilar (ESA) |

|                                                        | |       |                                      |                                                                                              |
| 2 september Vriendschappelijk № 438 «onderlinge duels» | Ecuador                                                                                             | 5 – 2 | Jamaica                              | Estadio Olímpico Atahualpa, Quito Toeschouwers: onbekend Scheidsrechter: José Buitrago (COL) |
| 2 september Vriendschappelijk № 438 «onderlinge duels» | Jaime Ayoví 20' Christian Suárez 39' Cristian Benítez 45' Cristian Benítez 51' Segundo Castillo 65' |       | 56' Omar Cummings 66' Demar Phillips | Estadio Olímpico Atahualpa, Quito Toeschouwers: onbekend Scheidsrechter: José Buitrago (COL) |

|                                                        |                                                                                |       |            |                                                                                           |
| 6 september Vriendschappelijk № 439 «onderlinge duels» | Ecuador                                                                        | 4 – 0 | Costa Rica | Estadio Olímpico Atahualpa, Quito Toeschouwers: 2.000 Scheidsrechter: Wilmar Roldán (COL) |
| 6 september Vriendschappelijk № 439 «onderlinge duels» | Christian Suárez 21' Jaime Ayoví 29' Segundo Castillo 59' Cristian Benítez 75' |       |            | Estadio Olímpico Atahualpa, Quito Toeschouwers: 2.000 Scheidsrechter: Wilmar Roldán (COL) |

|                                                    |                                      |       |           |                                                                                            |
| 7 oktober WK-kwalificatie № 440 «onderlinge duels» | Ecuador                              | 2 – 0 | Venezuela | Estadio Olímpico Atahualpa, Quito Toeschouwers: 32.278 Scheidsrechter: Enrique Osses (CHI) |
| 7 oktober WK-kwalificatie № 440 «onderlinge duels» | Jaime Ayoví 15' Cristian Benítez 28' |       |           | Estadio Olímpico Atahualpa, Quito Toeschouwers: 32.278 Scheidsrechter: Enrique Osses (CHI) |

|                                                       |                  |                 |         |                                                                                  |
| 11 oktober Vriendschappelijk № 441 «onderlinge duels» | Verenigde Staten | 0 – 1           | Ecuador | Red Bull Arena, Harrison Toeschouwers: 20.707 Scheidsrechter: Joel Aguilar (ESA) |
| 11 oktober Vriendschappelijk № 441 «onderlinge duels» |                  | 79' Jaime Ayoví |         | Red Bull Arena, Harrison Toeschouwers: 20.707 Scheidsrechter: Joel Aguilar (ESA) |

|                                                      |                                      |       |                |                                                                                                 |
| 11 november WK-kwalificatie № 442 «onderlinge duels» | Paraguay                             | 2 – 1 | Ecuador        | Estadio Defensores del Chaco, Asunción Toeschouwers: 11.173 Scheidsrechter: José Buitrago (COL) |
| 11 november WK-kwalificatie № 442 «onderlinge duels» | Cristian Riveros 47' Darío Verón 57' |       | 90' Joao Rojas | Estadio Defensores del Chaco, Asunción Toeschouwers: 11.173 Scheidsrechter: José Buitrago (COL) |

|                                                                |                                        |       |      |                                                                                              |
| 15 november WK-kwalificatie № 443 «onderlinge duels» 21:00 uur | Ecuador                                | 2 – 0 | Peru | Estadio Olímpico Atahualpa, Quito Toeschouwers: 34.481 Scheidsrechter: Jorge Larrionda (URU) |
| 15 november WK-kwalificatie № 443 «onderlinge duels» 21:00 uur | Edison Méndez 69' Cristian Benítez 88' |       |      | Estadio Olímpico Atahualpa, Quito Toeschouwers: 34.481 Scheidsrechter: Jorge Larrionda (URU) |

## FIFA-wereldranglijst
| JAN | FEB | MAR | APR | MEI | JUN | JUL | AUG | SEP | OKT | NOV | DEC |
| --- | --- | --- | --- | --- | --- | --- | --- | --- | --- | --- | --- |
| 52  | 54  | 49  | 56  | 64  | 68  | 67  | 66  | 69  | 52  | 42  | 42  |

## Statistieken
| Máximo Banguera       | 1985-12-16 | Barcelona Sporting Club | 8  | 0 | 0 | 16 | 0  |
| Marcelo Elizaga       | 1972-04-19 | Deportivo Quito         | 6  | 0 | 0 | 23 | 0  |
| Adrián Bone           | 1988-09-08 | Deportivo Quito         | 2  | 0 | 0 | 2  | 0  |
| Alexander Domínguez   | 1987-06-05 | LDU Quito               | 1  | 0 | 0 | 1  | 0  |
| Verdediging           |            |                         |    |   |   |    |    |
| Walter Ayoví          | 1979-08-11 | CF Monterrey            | 16 | 0 | 0 | 67 | 7  |
| Frickson Erazo        | 1988-05-05 | El Nacional             | 13 | 1 | 1 | 14 | 1  |
| Neicer Reasco         | 1977-07-23 | LDU Quito               | 6  | 0 | 0 | 57 | 0  |
| Banner Caicedo        | 1981-03-28 | LDU Quito               | 4  | 0 | 0 |    |    |
| Gabriel Achilier      | 1985-03-24 | Club Sport Emelec       | 3  | 3 | 0 | 7  | 0  |
| Isaac Mina            | 1980-10-17 | Deportivo Quito         | 3  | 2 | 0 |    |    |
| Jairo Campos          | 1984-07-18 | Deportivo Quito         | 3  | 1 | 0 |    |    |
| Eduardo Morante       | 1987-06-01 | Club Sport Emelec       | 3  | 1 | 0 |    |    |
| Norberto Araujo       | 1978-10-13 | LDU Quito               | 3  | 0 | 0 |    |    |
| Geovanny Nazareno     | 1988-01-17 | Barcelona Sporting Club | 2  | 2 | 0 |    |    |
| Luis Checa            | 1983-12-21 | Deportivo Quito         | 2  | 0 | 0 |    |    |
| Jorge Guagua          | 1981-09-28 | CF Atlante              | 2  | 0 | 0 | 40 | 2  |
| Renato Ibarra         | 1991-01-20 | Vitesse                 | 1  | 0 | 0 | 1  | 0  |
| Diego Calderón        | 1986-10-26 | LDU Quito               | 0  | 3 | 0 | 3  | 0  |
| Middenveld            |            |                         |    |   |   |    |    |
| Luis Saritama         | 1983-10-20 | Deportivo Quito         | 12 | 1 | 0 | 35 | 0  |
| Segundo Castillo      | 1982-05-15 | CF Pachuca              | 11 | 2 | 3 |    |    |
| Christian Noboa       | 1985-04-09 | Dinamo Moskou           | 10 | 0 | 0 | 22 | 2  |
| Juan Carlos Paredes   | 1987-07-08 | Deportivo Quito         | 8  | 2 | 0 | 15 | 0  |
| Edison Méndez         | 1979-03-16 | Club Sport Emelec       | 7  | 6 | 2 |    |    |
| Michael Arroyo        | 1987-04-23 | CF Atlante              | 7  | 2 | 2 | 16 | 2  |
| Luis Antonio Valencia | 1985-08-04 | Manchester United       | 6  | 0 | 0 | 49 | 6  |
| Oswaldo Minda         | 1983-07-26 | Deportivo Quito         | 4  | 5 | 0 | 13 | 0  |
| David Quiroz          | 1982-09-08 | Club Sport Emelec       | 2  | 4 | 0 |    |    |
| Jefferson Montero     | 1989-09-01 | Real Betis Sevilla      | 2  | 2 | 0 | 17 | 4  |
| Joao Rojas            | 1989-06-14 | Monarcas Morelia        | 1  | 2 | 1 | 13 | 1  |
| Alex Bolaños          | 1985-01-22 | Deportivo Quito         | 1  | 2 | 0 |    |    |
| Michael Quiñónez      | 1984-06-21 | Deportivo Quito         | 1  | 1 | 1 |    |    |
| Flavio Caicedo        | 1988-02-29 | El Nacional             | 0  | 2 | 0 |    |    |
| Brayan de la Torre    | 1991-01-11 | Barcelona Sporting Club | 0  | 1 | 0 | 1  | 0  |
| Juan José Govea       | 1991-01-27 | Deportivo Cuenca        | 0  | 1 | 0 | 1  | 0  |
| Marwin Pita           | 1985-04-17 | El Nacional             | 0  | 1 | 0 | 1  | 0  |
| Dennys Quiñónez       | 1992-03-12 | Barcelona Sporting Club | 0  | 1 | 0 | 1  | 0  |
| Aanval                |            |                         |    |   |   |    |    |
| Jaime Ayoví           | 1988-02-21 | CF Pachuca              | 12 | 1 | 4 |    |    |
| Cristian Benítez      | 1986-05-01 | Club América            | 12 | 0 | 6 | 48 | 21 |
| Christian Suárez      | 1985-11-02 | Santos Laguna           | 5  | 1 | 3 |    |    |
| Felipe Caicedo        | 1988-09-05 | Lokomotiv Moskou        | 3  | 1 | 2 |    |    |
| Narciso Mina          | 1982-11-25 | Independiente del Valle | 1  | 3 | 0 |    |    |
| Edson Montaño         | 1991-03-15 | KAA Gent                | 1  | 3 | 0 |    |    |
| Pablo Palacios        | 1982-02-05 | Barcelona Sporting Club | 1  | 2 | 1 | 16 | 2  |
| Félix Borja           | 1983-04-02 | CF Pachuca              | 1  | 1 | 0 |    |    |
| Franklin Salas        | 1981-08-30 | Godoy Cruz              | 1  | 0 | 0 |    |    |
| Iván Kaviedes         | 1977-10-24 | El Nacional             | 0  | 2 | 0 | 57 | 17 |
| Marlon de Jesús       | 1991-09-04 | Maccabi Haifa           | 0  | 1 | 0 | 3  | 0  |
| Agustín Delgado       | 1974-12-23 | —                       | 0  | 1 | 0 | 71 | 31 |
| José Madrid           | 1988-04-21 | El Nacional             | 0  | 1 | 0 | 1  | 0  |
| João Plata            | 1992-03-01 | Toronto FC              | 0  | 1 | 0 | 1  | 0  |